# Dané van Niekerk
Dané van Niekerk (* 14. Mai 1993 in Pretoria, Südafrika) ist eine südafrikanische Cricketspielerin, die zwischen 2009 und 2021 für die südafrikanische Nationalmannschaft spielte und zwischen 2016 und 2021 ihre Kapitänin.

## Kindheit und Ausbildung
Van Niekerk wurde als erste Frau in die Cricket Academy für Männer der Eastern Province aufgenommen.

## Aktive Karriere

### Anfänge in der Nationalmannschaft
Van Niekerk gab ihr Debüt beim Women’s Cricket World Cup 2009. In ihrem zweiten Spiel bei dem Turnier gegen Sri Lanka erzielte sie 3 Wickets für 11 Runs und wurde als Spielerin des Spiels ausgezeichnet. Daraufhin wurde sie ebenfalls für den ICC Women’s World Twenty20 2009 im Sommer nominiert und gab dort ihr WTwenty20-Debüt. Bei der Tour gegen die West Indies im Oktober 2009 konnte sie dann zwei Mal 3 Wickets (3/25 und 3/37) in der WODI-Serie erreichen. Im Mai 2010 war sie Teil des Teams beim heimischen ICC Women’s World Twenty20 2010, konnte dabei jedoch nicht herausstechen. Erstmals 4 Wickets (4/13) bei einem internationalen Spiel erreichte sie bei einem Sechs-Nationen-Turnier im Oktober 2010 gegen Sri Lanka. Ihre beste Leistung beim ICC Women’s World Twenty20 2012 hatte sie im Spiel gegen Neuseeland, als sie 34* Runs und 2 Wickets für 29 Runs erreichte.
Im Januar 2013 erzielte sie in den West Indies im ersten WODI ihr erstes Five-vor mit 5 Wickets für 28 Runs, dabei unter anderem einen Hattrick. Im fünften Spiel erreichte sie dann noch einmal 3 Wickets (3/31). Es folgte der Women’s Cricket World Cup 2013, bei dem sie gegen Pakistan mit 55* Runs ihr erstes Half-Century erzielte. Gegen die West Indies erreichte sie 3 Wickets für 47 Runs, bevor sie im letzten Spiel gegen Sri Lanka mit 40 Runs und 4 Wickets für 18 Runs als Spielerin des Spiels ausgezeichnet wurde. Zu Beginn der Saison 2013/14 gelangen ihr gegen Bangladesch im zweiten WODI 3 Wickets für 27 Runs und gegen Sri Lanka im ersten WODI 3 Wickets für 25 Runs. Im Januar reiste sie mit dem Team nach Katar für zwei Drei-Nationen-Turniere. Im WODI-Turnier erreichte sie gegen Irland 3 Wickets für 8 Runs und gegen Pakistan 5 Wickets für 17 Runs und wurde für beide Spiele als Spielerin des Spiels ausgezeichnet. Im WTwenty20-Turnier gegen Irland folgten dann 3 Wickets für 15 Runs. Beim ICC Women’s World Twenty20 2014 erzielte sie gegen Pakistan ein Fifty über 90* Runs und gegen Irland 3 Wickets für 10 Runs und hatte so einen wichtigen Anteil am erstmaligen Einzug ins Halbfinale für das südafrikanische Team bei dem Turnier.

### Aufstieg zur Kapitänin
Im Oktober 2014 erreichte sie in Sri Lanka 4 Wickets für 17 Runs im zweiten WTWenty20 und im dritten Spiel 70* Runs und wurde in beiden Spielen als Spielerin des Spiels ausgezeichnet. Bei der folgenden Tour in Indien absolvierte sie ihren ersten WTest und konnte im ersten WODI 4 Wickets für 9 Runs erreichen. Im März 2015 gelangen ihr dann gegen Pakistan im dritten WTwenty20 ein Fifty über 6 Runs und 3 Wickets für 12 Runs beim Bowling und sie konnte so das Spiel entscheiden. Zum Ende der Saison 2015/16 gelangen ihr gegen England in der WTwenty20-Serie zwei Half-Centuries (51 und 63 Runs) und gegen die West Indies in der WODI-Serie ein weiteres (55 Runs). Ihre beste Leistung beim folgenden ICC Women’s World Twenty20 2016 waren 45 Runs gegen Australien. Nach dem Turnier trat Mignon du Preez als Kapitänin der Nationalmannschaft zurück und van Niekerk wurde ihre Nachfolgerin.
Im Oktober 2016 kam Neuseeland nach Südafrika, wobei sie ein Fifty über 78* Runs erreichte. Daraufhin reiste sie nach Australien, wobei ihr dort im dritten WODI ein Half-Century über 81 Runs als Schlag und 3 Wickets für 52 Runs beim Bowling gelangen. Im Sommer 2017 führte sie das Team beim Women’s Cricket World Cup 2017. Dort gelangen ihr insgesamt drei Mal vier Wickets gegen die West Indies (für 0 Runs), Indien (für 22 Runs) und Sri Lanka (für 24 Runs), wobei sie gegen Indien zusätzlich ein Fifty über 57 Runs erreichte. Sie erreichte somit mit dem Team erstmals seit 2000 wieder das Halbfinale, wobei sie dort gegen England unterlagen. Bei der Tour gegen Indien im Februar 2018 erzielte sie ein Fifty über 55 Runs im vierten WTwenty20, bevor das Spiel auf Grund des Wetters abgebrochen werden musste. Im Mai des Jahres kam dann Bangladesch nach Südafrika und sie erreichte im ersten WODI 3 Wickets für 23 Runs und im zweiten WTwenty20 ein Half-Century über 66 Runs. Bei der folgenden Tour in England gelangen ihr dann zwei weitere Half-Centuries (58 und 95 Runs). Im daran anschließenden Drei Nationen-Turnier erreichte sie dann gegen Neuseeland und England jeweils ein Fifty (58 und 72 Runs).

### Rückschläge durch Verletzungen
Zu Beginn der Saison 2018/19 erreichte sie in den West Indies zwei Fifties (53 und 77 Runs). Im Februar 2019 kam dann Sri Lanka für eine Tour nach Südafrika und sie erzielte 71* Runs am Schlag und 3 Wickets für 12 Runs mit dem Ball im ersten WTwenty20. Im ersten WODi erreichte sie dann mit 102 Runs aus 117 Bällen ihr erstes Century in einem internationalen Spiel. Jedoch verletzte sie sich dabei mit einer Stressfraktur im Oberschenkel und fiel daraufhin mehrere Monate aus. Im August wurde sie als Spielerin des Jahres des südafrikanischen Verbandes ausgezeichnet. Zurück im Team führte sie dieses zum ICC Women’s T20 World Cup 2020 und konnte dabei gegen England unter anderem 46 Runs und 2 Wickets für 20 Runs erreichen. Eine weitere Verletzung am Rücken sorgte dann wieder für lange Ausfallzeiten.
Im September 2021 erzielte sie in den West Indies 3 Wickets für 23 Runs. Bei einem Unfall daheim zug sie sich eine Knöchelverletzung zu, die es ihr daraufhin unmöglich machte, beim Women’s Cricket World Cup 2022 zu starten. Im April 2022 wurde sie als eine der fünf Wisden Cricketers of the Year ausgezeichnet. Ab dem Sommer spielte sie wieder in nationalen Ligen. Kurz darauf änderte der südafrikanische Verband die Fitness-Anforderungen für die Nationalspielerinnen die Van Niekerk nicht erfüllte und so zunächst nicht nominiert wurde. Kurz vor der Nominierung für den ICC Women’s T20 World Cup 2023 stand noch ein 2-km-Lauf aus um die Anforderungen zu erfüllen. Bei diesem verpasste sie die Zeitvorgabe von 9 Minuten und 30 Sekunden jedoch um 18 Sekunden und wurde so nicht für die Weltmeisterschaft nominiert. Sie erhielt dann einen Vertrag für die Royal Challengers Bangalore für die Women’s Premier League 2023. Im März 2023 erklärte sie dann ihren Rücktritt von der Nationalmannschaft.

## Privates
Van Niekerk hat im Juli 2018 ihre Lebenspartnerin, ihre Teamkollegin in der Nationalmannschaft, Marizanne Kapp, geheiratet.